# Miguel Barragán

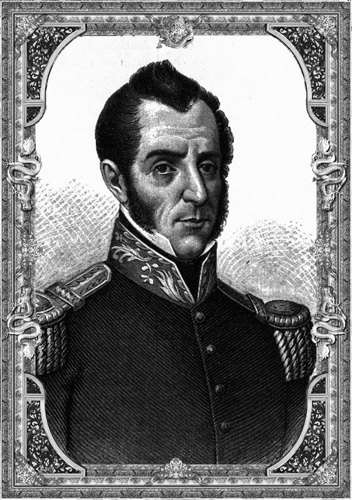
Miguel Barragán, President van Mexico

Miguel Barragán (Valle del Maíz, 8 maart 1789 - Mexico-Stad, 1 maart 1836) was een Mexicaans politicus en militair. Van 1835 tot 1836 was hij president van Mexico.
Hij vocht mee in de Mexicaanse Onafhankelijkheidsoorlog en keerde zich tegen keizer Agustín de Iturbide. Toen Mexico in 1824 een republiek werd, werd Barragán gouverneur van Veracruz. Hij voerde in 1825 de Mexicaanse troepen aan die de Spanjaarden uit het fort San Juan de Ulúa, het laatste gedeelte van Mexico dat nog in Spaanse handen was, verdreven.
Later keerde hij zich tegen Guadalupe Victoria en Vicente Guerrero en werd door hen gevangengenomen en later verbannen naar Ecuador. In 1833 keerde hij op uitnodiging van Valentín Gómez Farías terug naar Mexico om minister van oorlog te worden. Hij sloot zich aan bij Antonio López de Santa Anna nadat deze Gómez Farías omver had geworpen.
Op 28 januari 1835 werd hij tot tijdelijk president benoemd. Tijdens zijn regering legde hij zich toe op de zorg voor armen en weduwen, wat hij deels uit eigen zak betaalde. Hij was voorstander van een centralistisch systeem, waardoor onder andere Texas in opstand kwam. Hij overleed in het ambt op 1 maart 1836 en werd opgevolgd door José Justo Corro.
- Biblioteca Nacional de España: XX1510760
- International Standard Name Identifier: 0000 0000 5298 0830
- Library of Congress Control Number: nr98002441
- SNAC: w6pv8g48
- Virtual International Authority File: 34367629
- WorldCat: E39PBJw4CJWprD4mdDVgDkqPcP